# Chern-Medaille
Die Chern-Medaille (englisch Chern Medal Award) ist ein Mathematikpreis, der seit 2010 alle vier Jahre auf den Internationalen Mathematikerkongressen von der International Mathematical Union und der Chern Medal Foundation verliehen wird. Er wird für ein herausragendes Lebenswerk verliehen und ist mit 250.000 Dollar dotiert, wozu noch einmal 250.000 Dollar an Institutionen zur Förderung der Mathematik kommen, die der Preisträger bestimmen kann. Der Preis ist nach Shiing-Shen Chern benannt.
Er ist nicht mit dem Chern-Preis zu verwechseln.

## Preisträger
- 2010: Louis Nirenberg
- 2014: Phillip Griffiths
- 2018: Masaki Kashiwara
- 2022: Barry Mazur